# Beania bilaminata
Beania bilaminata är en mossdjursart som först beskrevs av Walter Douglas Hincks 1881.  Beania bilaminata ingår i släktet Beania och familjen Beaniidae. Inga underarter finns listade i Catalogue of Life.